# Vallée de la Seille (secteur amont et petite Seille)
Vallée de la Seille (secteur amont et petite Seille) este o arie protejată (sit de importanță comunitară — SCI) din Franța întinsă pe o suprafață de 1.477 ha, integral pe uscat.

## Localizare
Centrul sitului Vallée de la Seille (secteur amont et petite Seille) este situat la coordonatele 48°46′57″N 6°35′01″E / 48.7825°N 6.58361°E.

## Înființare
Situl Vallée de la Seille (secteur amont et petite Seille) a fost declarat arie specială de conservare în baza directivei 92/43 din 1992 referitoare la conservarea habitatelor naturale și a faunei și florei sălbatice pentru a proteja 11 specii de animale.

## Biodiversitate
Situată în ecoregiunea continentală, aria protejată conține 4 habitate naturale: Pășuni continentale udate de apa mării, Cursuri de apă de la nivel de câmpie la nivel montan, cu vegetație Ranunculion fluitantis și Callitricho-Batrachion, Fânețe de joasă altitudine (Alopecurus pratensis, Sanguisorba officinalis), Salicornia și alte specii anuale care populează regiunile mlăștinoase și nisipoase.
La baza desemnării sitului se află mai multe specii protejate:
- amfibieni (1): izvoraș-cu-burta-galbenă (Bombina variegata)
- mamifere (2): liliac cărămiziu (Myotis emarginatus), liliac comun (Myotis myotis)
- nevertebrate (4): Coenagrion mercuriale, fluturele purpuriu (Lycaena dispar), Vertigo angustior, Vertigo moulinsiana
- pești (4): zvârluga (Cobitis taenia), zglăvoacă (Cottus gobio), Cottus perifretum, boarță (Rhodeus amarus)

Pe lângă speciile protejate, pe teritoriul sitului au mai fost identificate 12 specii de plante, 13 specii de păsări, 5 specii de amfibieni, 1 specie de mamifere.